# Geogarypus
Geogarypus är ett släkte av spindeldjur. Geogarypus ingår i familjen Geogarypidae.

## Dottertaxa tillGeogarypus, i alfabetisk ordning[1]
- Geogarypus albus
- Geogarypus amazonicus
- Geogarypus angulatus
- Geogarypus asiaticus
- Geogarypus azerbaidzhanicus
- Geogarypus bucculentus
- Geogarypus canariensis
- Geogarypus ceylonicus
- Geogarypus connatus
- Geogarypus continentalis
- Geogarypus cuyabanus
- Geogarypus elegans
- Geogarypus exochus
- Geogarypus fiebrigi
- Geogarypus formosus
- Geogarypus globulus
- Geogarypus granulatus
- Geogarypus heterodentatus
- Geogarypus hungaricus
- Geogarypus incertus
- Geogarypus irrugatus
- Geogarypus longidigitatus
- Geogarypus maculatus
- Geogarypus maroccanus
- Geogarypus minor
- Geogarypus minutus
- Geogarypus mirei
- Geogarypus nepalensis
- Geogarypus nigrimanus
- Geogarypus ocellatus
- Geogarypus olivaceus
- Geogarypus palauanus
- Geogarypus paraguayanus
- Geogarypus pisinnus
- Geogarypus pulcher
- Geogarypus purcelli
- Geogarypus pustulatus
- Geogarypus quadrimaculatus
- Geogarypus rhantus
- Geogarypus robustus
- Geogarypus sagittatus
- Geogarypus shulovi
- Geogarypus taylori
- Geogarypus tenuis
- Geogarypus triangularis